# 方程理论
在數學上，方程理論是代數的分支。它的基本問題有：
- 一個方程系統有沒有解？
- 一個方程系統在实数系内有多少個根？在复数系内又有多少個根？
- 给出求解一般的一元n次方程（n∈{\displaystyle \mathbb {Z+} }）的通用方法。
- 一元多项式方程是否有求根公式？
- 在复数系中一元多项式方程根与系数的关系。
- 如何求得高次方程（组）的近似根？

## 外部連結
- 方程式求解問題 （页面存档备份，存于），康明昌